# 周建琨
周建琨（1960年6月—），男，河南叶县人。汉族。中華人民共和國政治人物。1977年8月参加工作，1984年12月加入中国共产党（已被開除）。贵州财经学院工业经济专业毕业，中央党校经济管理专业毕业。曾任中共安顺市委书记和中共毕节市委书记，贵州省政协副主席。

## 简历
1997年11月，任都匀市市长。2001年5月，任中共都匀市委书记。2006年10月，任贵州省经济贸易委员会副主任。2011年2月，任贵州省人民政府副秘书长、办公厅党组成员。2011年9月，任安顺市市长。2013年3月，任中共安顺市委书记。2016年11月，任中共毕节市委书记。2017年1月，当选贵州省政协副主席，直至2018年辞职。2020年1月，再度担任贵州省政协副主席，期间一直兼任毕节市委书记。
2013年，当选第十二届全国人民代表大会贵州地区代表。
2021年8月，卸任中共毕节市委书记。

### 落马
2022年11月27日，贵州省政协副主席、党组副书记周建琨涉嫌严重违纪违法，目前正接受中央纪委国家监委纪律审查和监察调查。2023年6月被“双开”。
2024年3月26日2024年3月26日，重庆市第一中级人民法院公开宣判贵州省政协原党组副书记、副主席周建琨受贿一案，以受贿罪判处被告人周建琨无期徒刑，剥夺政治权利终身，并处没收个人全部财产；对查封、扣押在案的周建琨受贿所得财物及其孳息予以追缴，上缴国库，不足部分，继续追缴。经审理查明：周建琨利用职务上的便利以及职权或者地位形成的便利条件，为有关单位和个人在企业经营、工程承揽和项目审批等事项上提供帮助，非法收受财物共计折合人民币1.08亿余元。
重庆市第一中级人民法院认为，被告人周建琨的行为构成受贿罪，数额特别巨大，并使国家和人民利益遭受特别重大损失。鉴于周建琨到案后如实供述罪行，主动交代监察机关尚未掌握的部分受贿事实，认罪悔罪，积极退赃，受贿所得财物及其孳息大部分已查扣到案，检举他人犯罪有重大立功表现，具有法定、酌定从宽处罚的情节，对其可依法从轻处罚。法庭遂作出上述判决。